# Ian Wanless
Pour les articles homonymes, voir Wanless.
Ian Murray Wanless (né le 7 décembre 1969 à Canberra) est un mathématicien australien, professeur à la School of Mathematics de l'université Monash à Melbourne, en Australie. Son domaine de recherche est la combinatoire, principalement les carrés latins, la théorie des graphes et les permanentes matricielles.

## Formation et carrière
Wanless a obtenu un doctorat en mathématiques de l'université nationale australienne en 1998. Sa thèse intitulée « Permanents, matchings and Latin rectangles » a été supervisée par Brendan Damien McKay. Il a occupé un poste de chercheur postdoctoral à l'université de Melbourne (1998-1999), avant de devenir chercheur junior à Christ Church, Oxford (1999-2003). Il a ensuite occupé un poste de chercheur à l'université nationale australienne (2003-2004) avant de passer 2005 en tant que maître de conférences à l'université Charles-Darwin. Depuis 2006, il est à l'université Monash, où il a été promu professeur en 2014.

## Travaux
Avec Brendan Damien McKay, il mène à bien le calcul du nombre de carrés latins de taille 11,.

## Prix et distinctions
Il a reçu des bourses distinguées de l'Australian Research Council, notamment une bourse QEII (2006-2010) et une Future Fellowship (2011-2014). L'Institut de combinatoire et ses applications (ICA) lui a décerné sa médaille Kirkman en 2002 et sa médaille Hall en 2008. L'Australian Institute of Policy and Science lui a décerné un Victorian Young Tall Poppy Award en 2008. La Société mathématique australienne lui a décerné sa médaille en 2009.
Wanless est membre à vie de la Combinatorial Mathematics Society of Australasia (en) (CMSA). Il a exercé deux mandats en tant que président de la CMSA (2007-2009 et 2014). Il est rédacteur en chef de l'Electronic Journal of Combinatorics et fait partie du comité de rédaction de plusieurs autres revues, dont le Journal of Combinatorial Designs.
Wanless a représenté l'Australie aux Olympiades internationales de mathématiques à Cuba en 1987.

## Publications
Wanless est le coauteur (avec Colbourn et Dinitz) du chapitre sur les carrés latins dans le CRC Handbook of Combinatorial Designs et l'auteur du chapitre sur les matrices permanentes dans le CRC Handbook of Linear Algebra.
Wanless a présenté deux histoires historico-mathématico-comiques à Laborastory, une sur son héros (Leonhard Euler) et une sur son anti-héros (Eliyahu Rips).